# کواک شی-یانگ
کواک شی-یانگ (انگلیسی: Kwak Si-yang؛ زادهٔ ۱۵ ژانویهٔ ۱۹۸۷) بازیگر اهل کره جنوبی است. وی از سال ۲۰۱۴ میلادی تاکنون مشغول فعالیت بوده‌است.